# Mikoian-Gurevici MiG-27
Mikoian-Gurevici MiG-27 (în rusă Микоян МиГ-27, nume de cod NATO: Flogger D/J) este un avion de atac la sol cu geometrie variabilă, construit inițial de Biroul de Proiectare Mikoian în Uniunea Sovietică și mai târziu produs sub licență în India de Hindustan Aeronautics sub numele de Bahadur („Bravul”). Are la bază avionul de vânătoare Mikoian-Gurevici MiG-23, dar este optimizat pentru misiuni aer-sol. Spre deosebire de MiG-23, modelul MiG-27 nu a fost folosit pe scară largă de alți utilizatori deoarece majoritatea țărilor au optat pentru avionul MiG-23BN sau Suhoi Su-25. În prezent, avionul este folosit de India, Kazahstan și Sri Lanka pentru atac la sol. Rusia și Ucraina au retras din dotare avioanele MiG-27.

## Descriere
Avionul MiG-27 împărtășește structura de bază a avionului MiG-23, dar cu un vârf corectat-referit ca "Utkonos" ("ornitorinc") în serviciul rus - a introdus MiG-23B care elimină radarul în favoarea unui profil cu orientare în jos ce îmbunătățește vizibilitatea pilotului și conține un telemetru laser pentru țintele marcate cu laser. Este adăugat un blindaj suplimentar pentru carlingă, împreună cu un sistem de navigare/atac total nou. Din cauza că avionul MiG-27 are drept scop să zboare majoritatea din misiunile sale la altitudine joasă, duzele de evacuare a gazelor și gurile de admisie cu geometrie variabilă ale avionului MiG-27 au fost scoase în favoarea unei configurații fixe, mai simplă, reducând greutatea și cerințele de întreținere. Avionul de asemenea are un tren de aterizare mai mare, pentru a facilita operațiunile de la aerodromurile de calitate proastă.

## Variante
- Flogger-D 
  - MiG-27
  - MiG-27B

- Flogger-J
  - MiG-27M
  - MiG-27L
  - MiG-27H

- Flogger J-2
  - MiG-27K